# Dalechampia sinuata
Dalechampia sinuata är en törelväxtart som beskrevs av Henri Ernest Baillon. Dalechampia sinuata ingår i släktet Dalechampia och familjen törelväxter.
Artens utbredningsområde är Madagaskar. Inga underarter finns listade i Catalogue of Life.